# Tristan Ruhlmann
Tristan Ruhlmann (* 16. Juli 1923 in Levallois-Perret; † 22. Juli 1982 in Brive-la-Gaillarde) war ein französischer Glasmaler und Mosaizist, der in Hagenau im Elsass und im Saarland arbeitete.

## Leben
Die Eltern von Tristan Ruhlmann stammten aus Mulhouse. Nachdem Tristan Ruhlmann 1946 Geschäftsführer der Glasmalerei Bohl in Haguenau geworden war, machte er sich selbständig und hatte bis 1964 seine Werkstatt in der Rue de la Redoute Nr. 3 in Haguenau.
Von 1964 bis 1974 hatte Ruhlmann seine Werkstatt in Schweighouse-sur-Moder, und wiederum von 1972 bis 1974 in Haguenau. Danach zog er ins Saarland um, wo er bis 1979 arbeitete. Aus gesundheitlichen Gründen musste er seine Arbeit einstellen.
Sein Sohn Thierry Tristan Ruhlmann (* 1950) wurde ebenfalls Glasmaler.

## Werke (Auswahl)
- 1950/51: St. Josef in Riegelsberg
- 1952: Orannakapelle in Überherrn

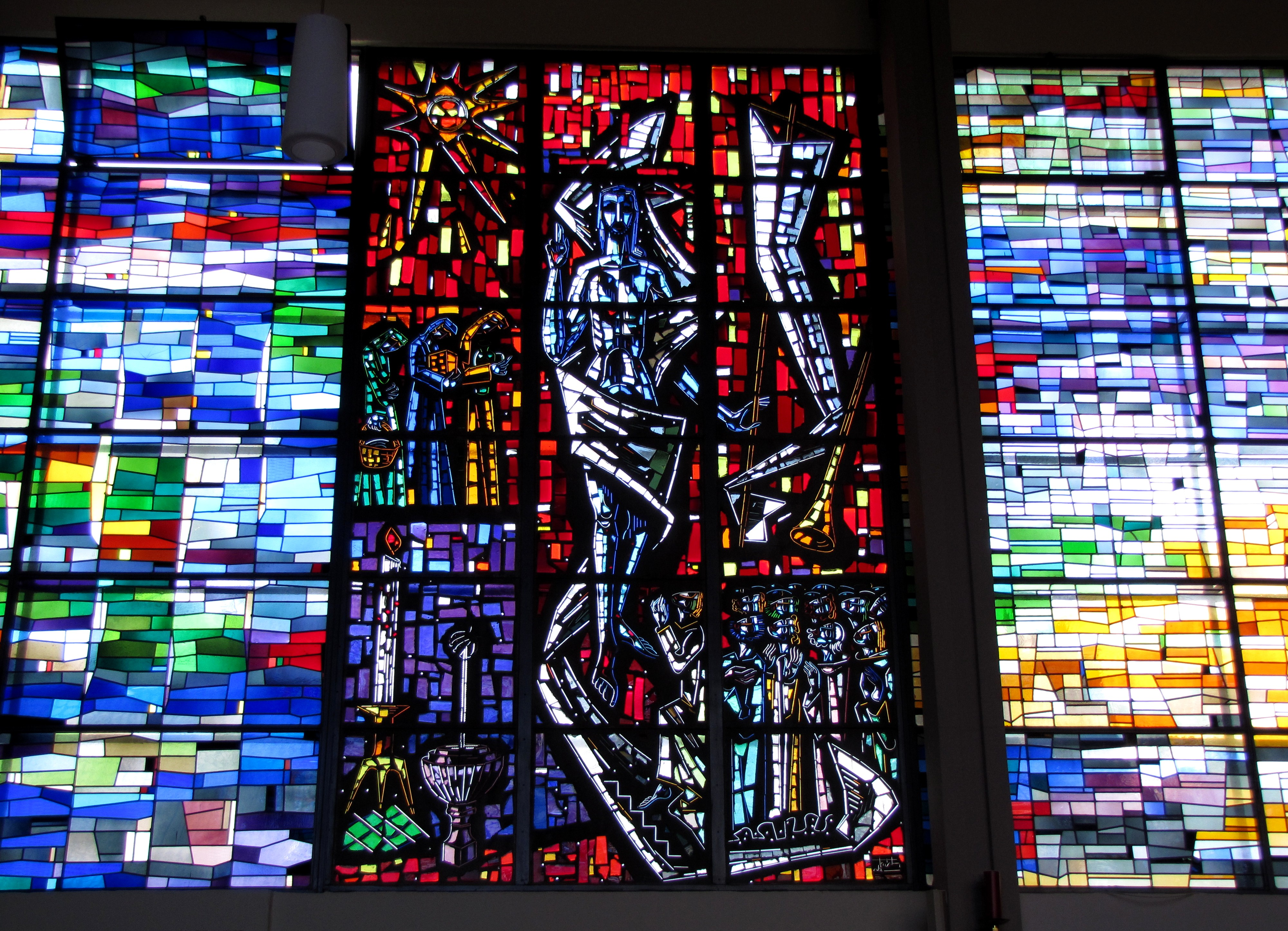
Fenster in der Kirche Saint-Pierre-Saint-Paul in Truchtersheim

- 1954: 11 Fenster in der Kirche St. Peter und Paul in Eguisheim
- 1954–1956: St. Martin in Schwalbach (Saar)
- 1957–1959: Protestantisch-lutherische Pfarrkirche in Forbach
- Zwei Fenster in der Friedhofskapelle Chapelle de la Sainte-Trinité in Pfettisheim
- 1963, 1970: Alle Fenster in der Kirche St Peter, Hall Green, Birmingham, England